# Oxtjärnen (Lövångers socken, Västerbotten)
Oxtjärnen är en sjö i Skellefteå kommun i Västerbotten och ingår i Bureälven-Mångbyåns kustområde.